# 塩谷町総合公園
塩谷町総合公園（しおやまちそうごうこうえん）は、栃木県塩谷郡塩谷町飯岡にある、塩谷町の設置する都市公園。

## 施設
総面積約17.1 haの総合公園で、塩谷町生涯学習課が所管する。ただし、テニスコートの一部と多目的運動場は第3期山村振興農林漁業対策事業、塩谷町多目的運動広場は工業再配置促進費補助事業を導入して建設したため、この3施設は産業振興課の所管である。
テニスコート
オムニコートとクレーコートがある。塩谷テニスクラブが活動拠点としている。
多目的運動場
野球場として扱われ、軟式野球やソフトボールが行われる。
塩谷町多目的運動広場
陸上競技場として扱われ、陸上競技のほか、サッカー、グラウンドゴルフ、ゲートボールなども行われる。野球場としての利用も可能で、2面確保することができる。
ちびっこ広場
開園以来、部品が入手できないなどの理由から遊具の撤去が進んでいたが、2021年（令和3年）にデンマークのモンストラム社が「塩谷町の自然」をテーマとした木製の大型遊具5基を設置し、リニューアルオープンした。
塩谷町相撲道場
元の相撲道場が老朽化したため、2012年（平成24年）度にスポーツ振興助成金を利用して園内に新築された。

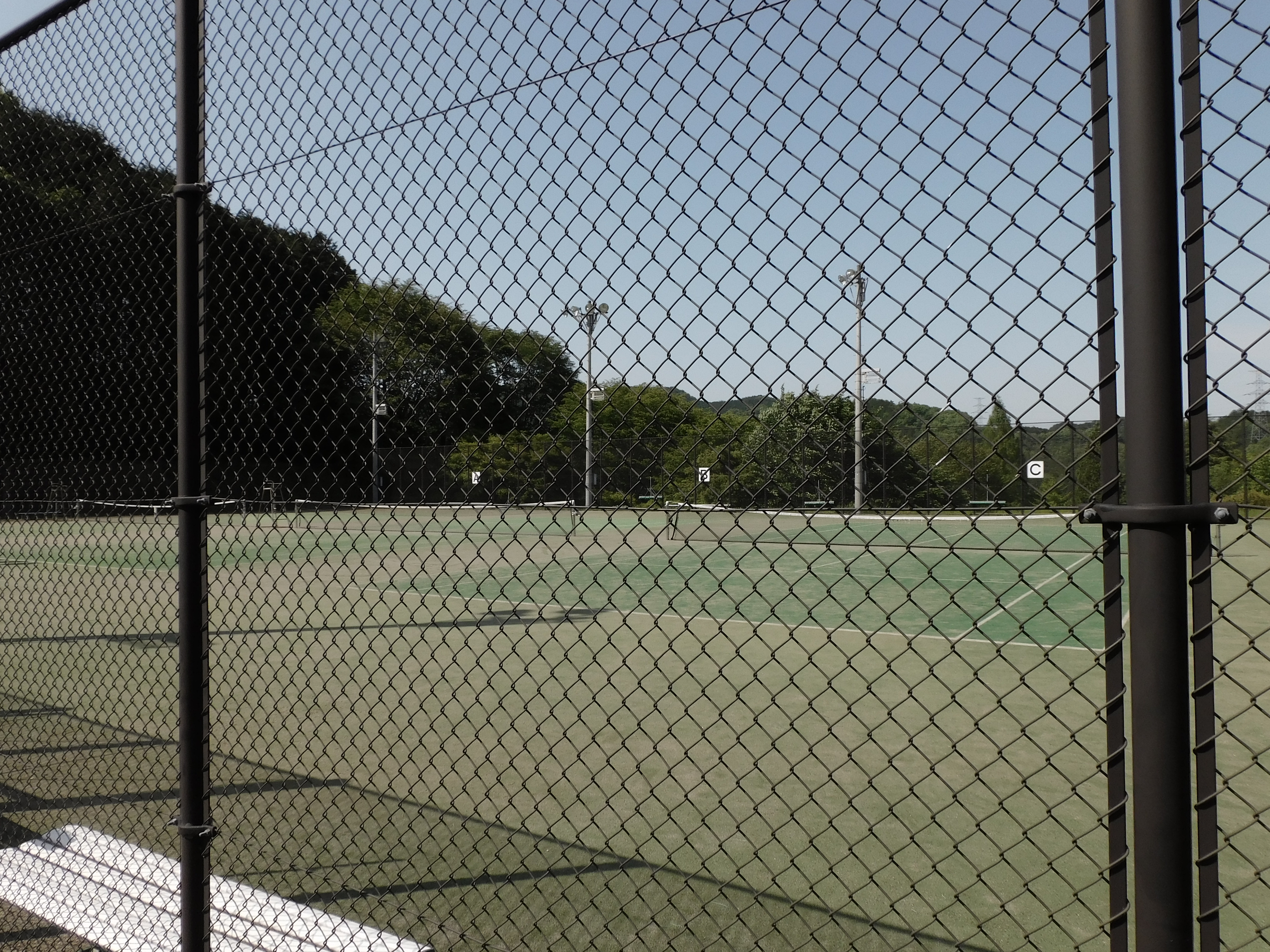
テニスコート
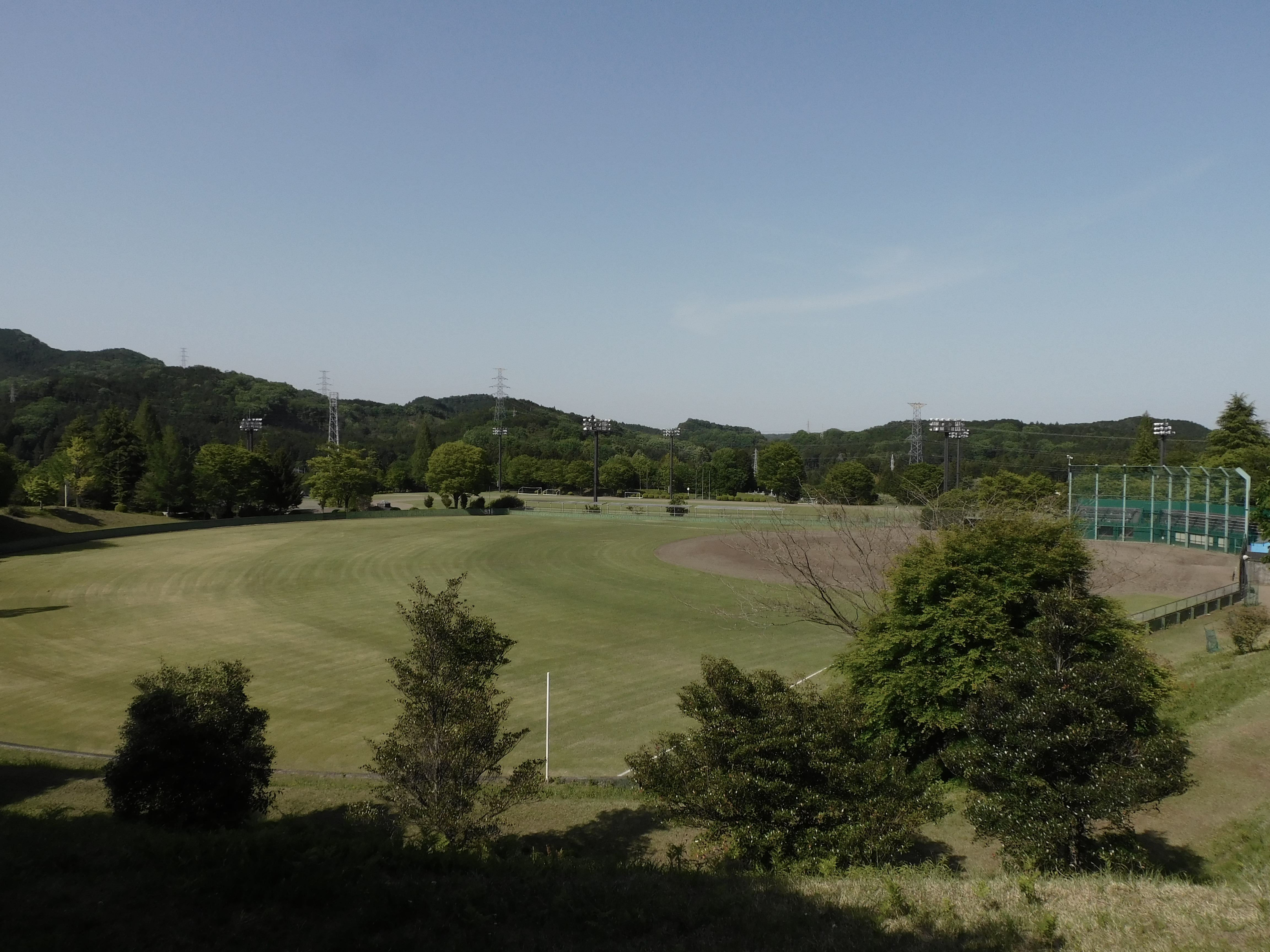
多目的運動場
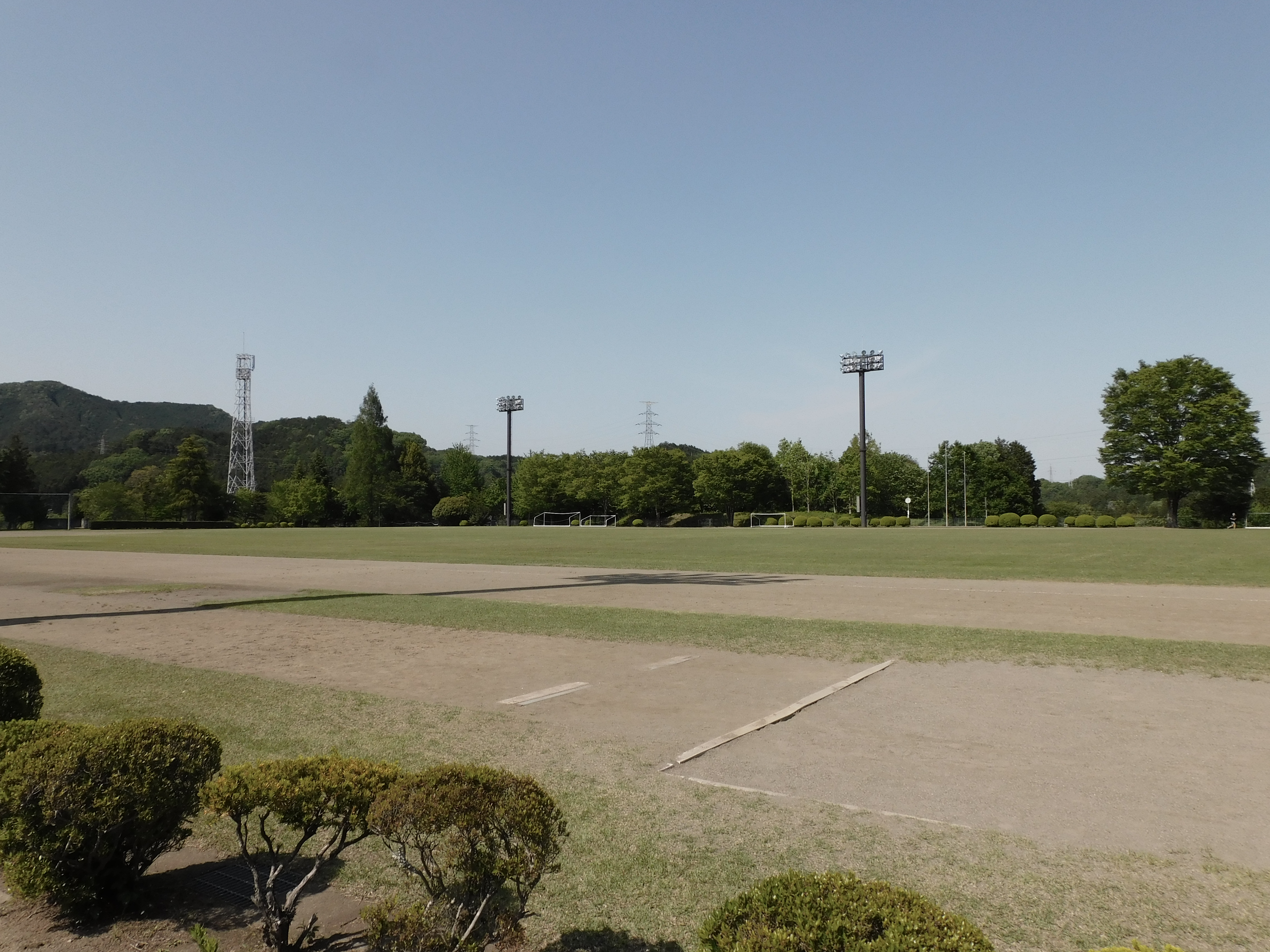
多目的運動広場
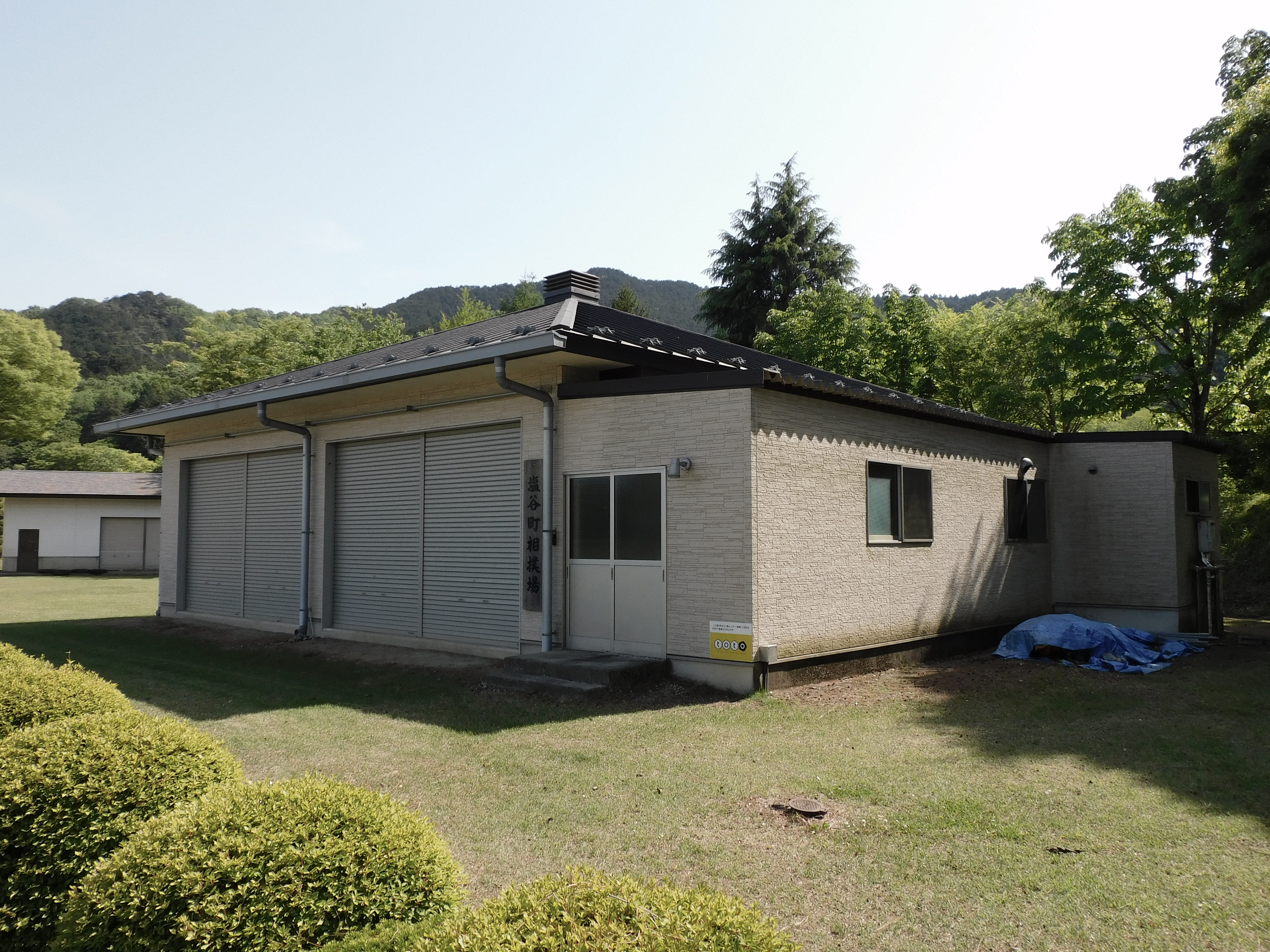
相撲道場

園内には川が流れ、ホタルが生息する。このホタルは塩谷源氏蛍を守る会が保護・放流している。

## 歴史
1982年（昭和57年）3月2日に公園番号：5・5・1の塩谷都市計画公園として計画決定し、同年6月に建設事業へ着手した。
1985年（昭和60年）7月4日にテニスコートを設置して開園した。1987年（昭和62年）8月1日、多目的運動場と塩谷町多目的運動広場を設置し、町当局はこの時点を正式オープンとしている。1993年（平成5年）3月に全面的に供用を開始し、2008年（平成20年）1月に夜間照明を設置した。2012年（平成24年）度に塩谷町相撲道場を新築し、2013年（平成25年）4月1日に開設した。
2020年（令和2年）11月3日、ParK CINEMA 1000と題した屋外での映画上映会が開催された。新型コロナウイルス感染症の流行の影響でイベントの中止が続いたことを受けて企画されたもので、感染対策を取りつつ、飲食物の提供も行われた。2021年（令和3年）3月25日、ちびっこ広場をリニューアルオープンし、認定しおやこども園の園児による「遊び初め」が執り行われた。同年12月4日、第52回下野杯争奪県下中学生サッカー大会が開催された。同大会2回戦の田野中学校対若草中学校の試合では、教員の働き方改革の一環として、4級審判員の資格を持つ陽北中学校の生徒が副審としてジャッジを務めた。中学校のサッカー公式戦で中学生が審判になったのは、これが初めてのことであった。

## 主な開催大会
- しおや湧水の里マラソン大会[15][16]
- 船村徹杯相撲大会 兼 塩谷町少年相撲大会[17][18]
- しおやオリエンテーリング4days スプリント（2020年7月25日）[19]
- 栃木県中学校総合体育大会野球競技（2021年7月）[20]
- 日本学生オリエンテーリング選手権大会スプリント競技部門 北海道・東北地区代表選考会 兼 関東地区代表選考会（2021年8月）[21]
- 高円宮賜杯第42回全日本学童軟式野球大会マクドナルド・トーナメント第3（塩谷）ブロック予選会（2022年5月）[22]
- 第51回栃木県U-10サッカー選手権大会決勝トーナメント（2022年10月16日）[23]
- 湧く湧くしおやウォーキング大会in船生（2022年11月23日）[24]
- 2022年度日本学生オリエンテーリング選手権大会 ミドル・ディスタンス、リレー競技部門（2023年3月）[25]

## 交通
東武鬼怒川線新高徳駅とJR東北本線矢板駅を結ぶしおや交通の路線バスの経路上に塩谷町総合公園バス停があり、最寄りの停留所となっている。このバスは、1日5往復運行しているが、日曜日・祝日は全便運休し、土曜日は減便する。矢板駅からは約25分かかる。
自動車利用の場合、東北自動車道上河内スマートインターチェンジから約15分、矢板インターチェンジから約20分である。